# Paul-Émile Barberi
Pour les articles homonymes, voir Barberi.
Paul-Émile Barberi, nom francisé de Paolo Emilio Barberi, né le 28 septembre 1775 à Rome et mort le 3 février 1847 à Nice est un peintre et architecte italien.

## Biographie

### Naissance et éducation à Rome
Paul-Émile Barberi est né à Rome dans une famille de notables locaux. Son père, le chevalier Joseph Barberi était architecte des États pontificaux.
Adolescent, il a fait de solides études de peinture et d’architecture à l'Accademia di San Luca. Il a eu comme professeur de beaux-arts le peintre Stefano Tofanelli. Son père lui a enseigné l'architecture. Il s'est perfectionné dans la peinture et dans l'art de la perspective.
En 1797, les armées révolutionnaires commandées par Bonaparte marchent sur Rome. Bonaparte impose au pape Pie VI le traité de Tolentino. Le jeune Barberi, comme sa famille, est un adepte des idées neuves. En décembre 1797 des troubles se produisent dans Rome contre le pape. Il quitte Rome et va passer deux mois à Milan. Pendant son séjour à Milan les troupes françaises commandées par le général Berthier entrent à Rome et la république romaine est proclamée le 10 février 1798. L'armée d'Italie s'étant livrée à des pillages dans Rome, le Directoire décida de nommer une commission pour organiser la nouvelle république. Une partie de l'armée d'Italie resta à Rome et devint l'armée de Rome. Pour permettre le maintien de ses effectifs, une conscription fut organisée. C'est probablement à ce moment-là qu'il s’enrôle dans l’armée républicaine de Rome. Il devint rapidement capitaine de la 32e légion romaine sous les ordres du général Championnet.
Les troupes françaises ayant été battues par celles du royaume de Naples, elles se retirent de Rome. Après le départ de ces derniers, Barberi préféra quitter Rome avec sa famille sauf sa mère qui resta à Rome.  

### Installation à Nice

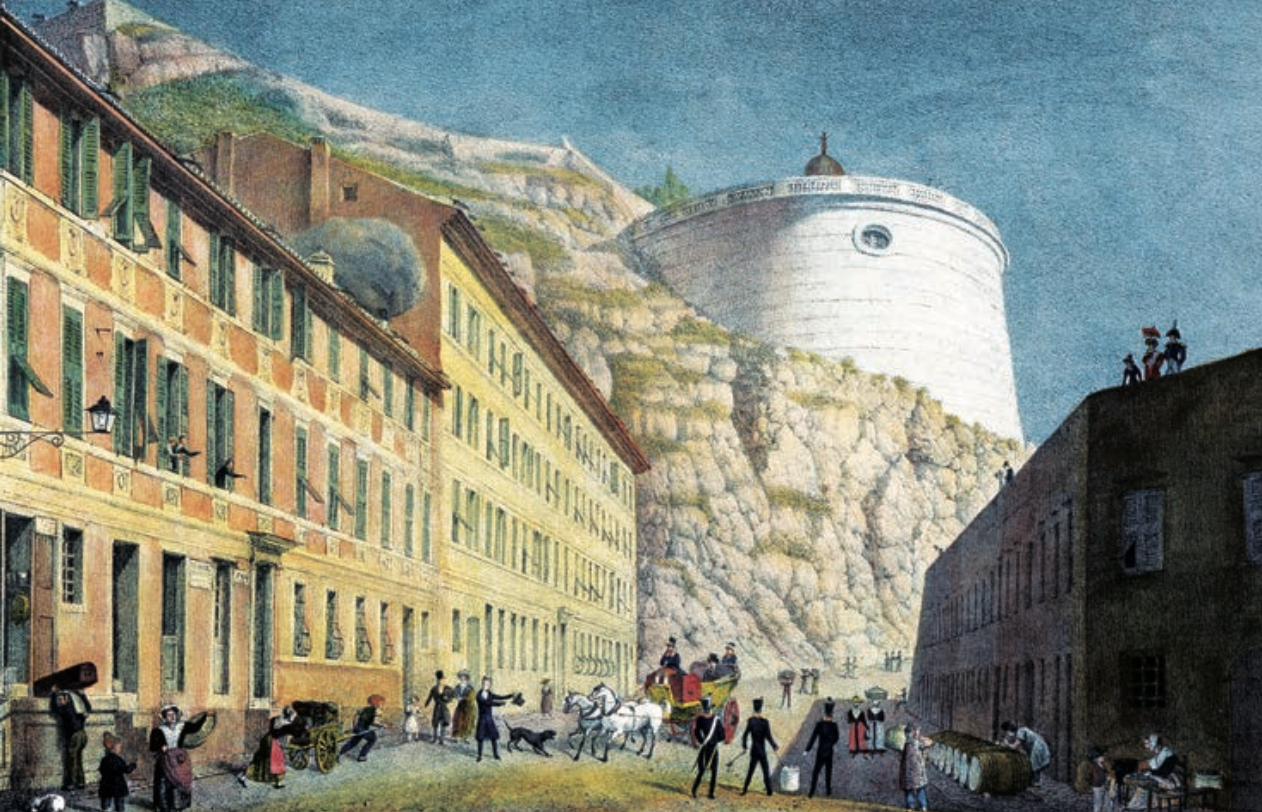
Lithographie de la Tour Bellanda vue de la rue des Ponchettes.

Il s’installa à Nice en 1801. Il va y utiliser ses compétences d'artiste peintre et restaurer les églises et les chapelles qui ont souffert du passage des troupes révolutionnaires.
Le 10 septembre 1806, il y épousa civilement Louise Marie Réparade Léotardi de Bouyon, âgée de 47 ans. Il était son troisième mari. Le même jour, il devint propriétaire de la moitié d'une maison sise rue de la Convention, actuellement 7, rue des Ponchettes. 
Dès 1803, ayant constaté le peu de formation des jeunes artistes et des apprentis-artisans il a eu l'idée de créer une école d'abord chez lui, dans son atelier, puis, en 1806, dans son magasin de la rue des Ponchettes. Il enseigne le dessin au lycée.
À partir de 1801-1802, il a été franc-maçon, membre de la loge des Vrais Amis Réunis jusqu'en 1810. Il a participé activement aux activités de la loge puisqu'on le voit en 1810 ériger un nouveau temple maçonnique dénommé Amis de la Vertu, à Saint-Tropez, et un second à Fréjus, dont il est le vénérable.

### Retour de la maison de Savoie à Nice
En 1813, informé des défaites de Napoléon, il décida de quitter Nice en janvier 1814 pour Milan où il résida jusqu'au 4 février avant de rejoindre Nice en passant par Turin. Les troupes françaises ont quitté Nice le 14 mai 1814. Le comté de Nice est rendu au roi de Sardaigne Victor-Emmanuel Ier par le traité de Paris du 30 mai 1814. Les troupes sardes font leur entrée dans Nice le 12 juin 1814. Ce changement de souveraineté va entraîner la mise en sommeil de le franc-maçonnerie niçoise.
Étranger, membre d'une société secrète, il est la victime de propos malveillants et doit quitter Nice e s'installer un temps à Toulon puis décida de se rendre à Rome où sa famille avait encore des relations au Vatican. Il y resta entre septembre 1815 et mars 1816 et séjourna dans sa famille. Il y peignit le portait du pape Pie VII.
Il revint à Toulon en mars 1816 et y séjourna un an. Après des allers-retours à Nice, il s'y installa définitivement le 19 mars 1817. Il s'y maria religieusement avec son épouse le 15 avril. Il n'y a plus de trace de son ancienne appartenance à la franc-maçonnerie après 1817.
C'est après 1820 qu'il a ajouté un « s » à son nom et se fit appeler Barberis. Il va renouer ses anciens liens d'amitié, rouvrir son école de dessin et trouver du travail.
Barberi est aussi architecte. On lui doit le premier temple et cimetière des Anglais. Les travaux ont commencé en février 1822 pour une ouverture au culte en décembre 1822.

### École Barberi
L'intendant général de la division de Nice Alessandro Crotti di Costigliole arrivé à Nice en octobre 1819 ayant voulu se perfectionner en dessin, il s'adressa à Barberi. Les liens de Barberi fit qu'il fut pressenti par les édiles niçois pour ouvrir une école gratuite de dessin d'ornement et d'architecture. Sa candidature fut présentée par le premier consul de Nice, le comte Saïssi de Châteauneuf et approuvée par l'intendant général de la division de Nice, Alessandro Crotti di Costigliole. Le comte Saïssi lui envoie une lettre de félicitations le 17 décembre 1823.
L'école de dessin, d’ornementation et d’architecture est ouverte dans l'ancien couvent des Jésuites, rue de la Condamine. Son succès est immédiat. Le nombre des inscrits ne cessant d’augmenter, l’école doit être agrandie en 1841. Un an plus tard, elle compte déjà plus d’une cinquantaine d’élèves. 
Des lauréats se distinguent, certains sont même primés. En 1846, l’école avait déjà enregistré 519 inscriptions.
Le prestige de l’École Barberi est reconnue et donna à son directeur un prestige lui apportant de nombreuses commandes.

### Pénitent rouge
En 1788, Paul-Émile Barberi était entré dans l'archiconfrérie romaine de la Très-Sainte-Trinité des pénitents rouges fondée par saint Philippe Néri. Elle se réunissait dans l'église de la Très-Sainte-Trinité des Pèlerins, aujourd'hui église de la Trinité-des-Monts.
Il intègre ensuite la confrérie niçoise de la Très-Sainte-Trinité. Il en rédige les statuts, fait relever la chapelle de la Très-Sainte-Trinité et du Saint-Suaire en 1825 et en devient le prieur en 1828. La confrérie compte alors 428 membres. À la suite de plaintes de certains membres, il en est expulsé par une délibération du 2 juillet 1837.
À la suite d'un incendie dans la chapelle, le 20 avril 1840, Barberi proposa d'offrir un nouveau tableau identique au précédent. Une assemblée générale de la confrérie décida alors de le réintégrer et de le nommer conseiller en remerciement.

### Autres activités
En plus de ces multiples activités, Barberi publie en 1831 un Album de vues et de costumes sur Nice et ses environs à partir de ses multiples dessins. 
Avec ses nombreux amis, il anime des réunions littéraires dans l’esprit des salons du siècle des Lumières. 
Barberi meurt à Nice en 1847. 

## Œuvres
- Chapelle des Pénitents rouges à Nice.
- Décoration du palais des ducs de Savoie à Nice, avec le tableau de L'Annonciation conservé dans la chapelle et des plafonds à fresque.
- Dessin pour le Monument à Charles-Félix de Sardaigne à Nice.

## Élèves
- Les frères Antoine[3], Hercule, Paul et Dominique Trachel.
- Joseph Fricero[4].
- François Bensa[5].